# Sicnatus
Sicnatus is een geslacht van wantsen uit de familie van de Pyrrhocoridae (Vuurwantsen). Het geslacht werd voor het eerst wetenschappelijk beschreven door Villiers & Dekeyser in 1951.

## Soorten
Het genus bevat de volgende soort:

- Sicnatus leyei Villiers & Dekeyser, 1951